# Димитриевский монастырь (Алейск)
Дими́триевский монасты́рь — мужской монастырь Рубцовской епархии Русской православной церкви, расположенный в городе Алейске.

## История
Открыт в 1994 году при храме во имя святого великомученика Димитрия Солунского, строительство которого завершилось в 1989 году.
В 2001 году после удара молнии в крышу монастырь сильно пострадал от пожара. В 2002 году монастырь был закрыт, и в течение двенадцати лет существовал как приход.
В феврале 2014 года, по благословлению епископа Барнаульского и Алтайского Сергия (Иванникова) монастырь был восстановлен. Сейчас там проживают три иеромонаха, один иеродиакон и четыре трудника. Настоятелем монастыря на 2019 год является игумен Макарий (Вандокуров).